# لا داما فيلاتا
لا دامت فيلاتا هو فيلم غموض ودارما إيطالي إسباني لعام 2015 من إخراج كارمين إليا. بميزانية تبلغ حوالي 10 مليون يورو. القصة في ترينتينو، في أواخر القرن التاسع عشر.

## القصة
"كلارا" شابة رائعة تنتمي إلى عائلة غراندي النبيلة، وتربت على يد فلاحين في ضيعة سان ليوناردو حيث مقر ولادتها، ونشأت متحررة من المجتمع، حيث أقامت علاقة حميمة للغاية مع "ماتيو"، وهو يتيم نشأ معها زوجا ستاينري. بعد سنوات، أجبرها والدها وهو "الكونت فيتوريو غراندي"، على العودة إلى ترينتو لقضاء حياتها مع رجل مفروض عليها وهو "الكونت غيدو فوسا"، حيث يُعد زير نساء مدين من الرأس إلى أخمص القدمين. على الرغم من أنه ليس سهلاً وغير واضح على الإطلاق، فإن الحب يولد بين الاثنين، وهو نفس الحب الذي حول "كلارا" إلى امرأة تخاطر بجعلها غير سعيدة إلى الأبد في سياق الأسرار والمؤامرات ضد حياتها. حيث أنها في النهاية جعلها مريضة عقليًا، واحتجزت في مؤسسة الصحة العقلية بالمدينة بسبب الهستيريا، لكنها تمكنت من الفرار، من ثم دفعها شخص ما إلى مياه أديجي، تاركًا إياها تغرق وينتحر.